# Vilankulo
Vilankulo este un oraș în Mozambic, denumit după un fost șef tribal, Gamala Vilankulo Mukoke.

## Galerie

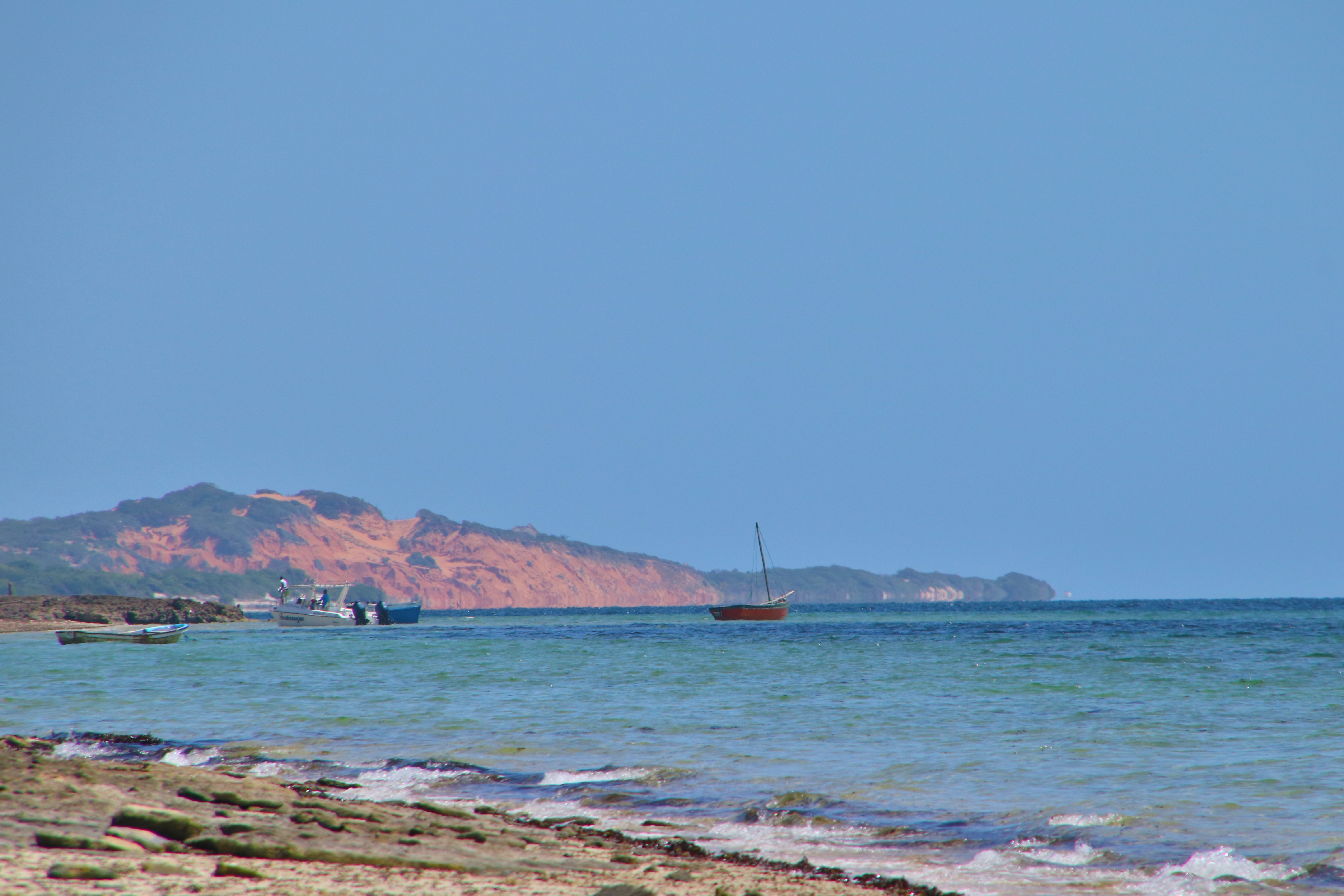
Scena frumoasă la Vilaculos beach Mozambique
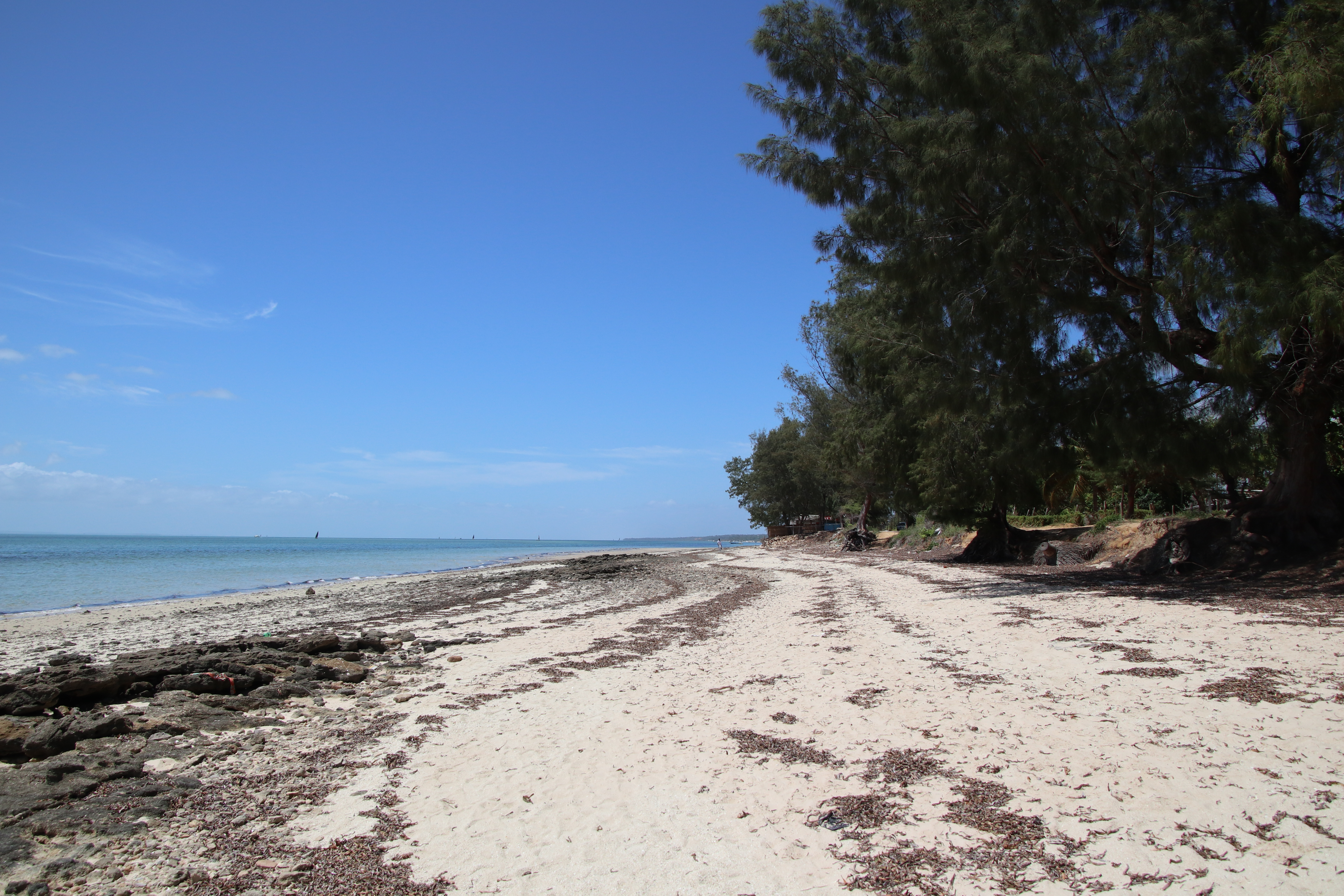
Vilaculos beach Mozambique